# Smolawa
Smolawa (ukr. Смолява) – wieś na Ukrainie w rejonie łuckim obwodu wołyńskiego.

## Historia
Pod koniec XIX w. wieś w gminie Beresteczko, w powiecie dubieńskim.
Do 2020 w rejonie horochowskim. 